# Ambohidratrimo
Ambohidratrimo es una comuna de la provincia de Antananarivo de la región de Analamanga, Madagascar. Está ubicada en lo que históricamente ha sido considerada como una de las Doce colinas sagradas de Imerina. 